# کزنق
گنزنق یا کنزنق، یکی از روستاهای استان آذربایجان شرقی است که در دهستان اسپران بخش مرکزی شهرستان تبریز واقع شده‌است.این روستا ۳۲۲ نفر جمعیت دارد.
این روستا دارای یک چشمه اب گوگردی درمانی زیبا است که سالانه توریست های زیادی را به خود جذب می کند.